# Коханово (городской посёлок, Витебская область)
Ко́ханово (бел. Коханава) — городской посёлок в Толочинском районе Витебской области Беларуси. Административный центр Кохановского сельсовета.
Численность населения — 3 684 человек (на 1 января 2025 года).

## География
Расположен в 24 км от Толочина. Железнодорожная станция на линии Минск — Орша, автодорогами соединён с Оршей и Толочином.

## История
В середине XVI века Коханово входило в Оршанский повет Витебского воеводства Великого княжества литовского. После первого деления Речи Посполитой в 1772 году местечко Коханово вошло в состав Российской империи, стало центром волости Оршанского уезда; граница России и Речи Посполитой проходила через Толочин, по реке Друть. Во время Отечественной войны 1812 года Коханово сильно пострадало от пожара. Согласно ведомости смоленского губернского прокурора о сожжённых и разорённых деревнях в Копысском уезде во время войны 1812 года, село Коханово Антония Гонипровского полностью сожжено французскими войсками. В 1868 году открылось Кохановское народное училище, преобразованное позже в Кохановскую среднюю школу. В 1870 году в связи с эпидемией холеры, возникшей в Толочине, в Коханово открыта больница.
С 1924 по 1931 годы Коханово было центром Кохановского района, в состав которого входили 12 сельских Советов: Оболецкий, Аленовицкий, Великогальцевский, Кохановский, Молотнянский, Новополюдовский, Перевалочненский, Симоновский, Смольянский, Селецкий, Туминичский, Шибековский. По состоянию на 1 января 1933 в Коханово уже был единственный в Толочинском районе сельскохозяйственный техникум. С 1931 по 1946 годы Коханово входило в Толочинский район.
В 1947 году присвоен статус городского посёлка. С 1946 по 1956 годы Коханово было центром Кохановского района. С 1956 года в составе Толочинского района.

## Население
Численность населения — 3 684 человек (на 1 января 2025 года).
| Численность населения: |
| График не отображается по техническим причинам. Чтобы исправить это, воспроизведите график в новом формате, если это возможно. |

| Год         | 1959 | 1970  | 1979  | 1989  | 2006  | 2016  | 2018  | 2023 | 2024 | 2025   |
| ----------- | ---- | ----- | ----- | ----- | ----- | ----- | ----- | ---- | ---- | ------ |
| Численность | 1640 | ▲1664 | ▲3206 | ▲5018 | ▼4430 | ▼4231 | ▼4185 |      |      | ▼3 684 |

В 2017 году в Коханово родилось 39 и умерло 44 человека. Коэффициент рождаемости — 9,3 на 1000 человек (средний показатель по району — 10,9, по Витебской области — 9,6, по Республике Беларусь — 10,8), коэффициент смертности — 10,5 на 1000 человек (средний показатель по району — 20,3, по Витебской области — 14,4, по Республике Беларусь — 12,6).

## Экономика
В посёлке функционируют два из трёх предприятий-производителей экскаваторов в Республике Беларусь:
- СП «Святовит» ООО[12] — Предприятие проектирует и производит: телескопические экскаваторы-планировщики на базе автомобильных шасси (МАЗ, КАМАЗ, УРАЛ, МАН); телескопические экскаваторы-планировщики на гусеничном ходу; производственные комплексы на базе установок горизонтального направленного бурения.
- ОАО «Амкодор-КЭЗ»[13] — старейший экскаваторный завод республики
- ИЗАО "Кохановский трубный завод «Белтрубпласт»[14] — один из ведущих белорусских заводов-производителей и поставщиков полимерных изделий (полиэтиленовые трубы для систем газо- и водоснабжения, канализации и т. д.)
- ОАО «Коханово» — изделия из бетона и железобетона, обработка металлических поверхностей

## Образование
- Кохановская средняя школа — одна из старейших школ в Республике Беларусь.
- Кохановский государственный профессиональный лицей сельскохозяйственного производства.

## Религия
20 февраля 1995 года зарегистрирована община в честь Святителя Николая Чудотворца. В 1998 году во временное пользование общине была передана часть здания спортивного комплекса. В 2002 году был построен новый деревянный храм.

## Достопримечательности
- Храм святителя Николая Чудотворца — деревянное здание было частично разрушено в Великую Отечественную войну, в 1980 году уничтожено полностью. Отстроено в 2001—2003 годах.